# Hypsiboas guentheri
Hypsiboas guentheri és una espècie de granota que viu al Brasil.